# Galina Voskobojevová
Galina Olegovna Voskobojevová (rusky Галина Олеговна Воскобоева; 18. prosince 1984 Moskva) je bývalá kazachstánská profesionální tenistka, která do roku 2008 reprezentovala rodné Rusko. Ve své kariéře vyhrála na okruhu WTA pět turnajů ve čtyřhře.

## Finálové účasti na turnajích WTA (33)
| Legenda                                          |
| ------------------------------------------------ |
| D – dvouhra; Č – čtyřhra                         |
| Grand Slam (00)                                  |
| Turnaj mistryň (0–0)                             |
| Tier I / Premier Mandatory & Premier 5 (0–1 Č)   |
| Tier II / Premier (1–2 Č)                        |
| Tier III, IV & V / International (0–1 D; 4–10 Č) |

### Dvouhra: 1 (0–1)
| Stav       | Č. | Datum         | Turnaj            | Povrch | Soupeřka                          | Výsledek           |
| ---------- | -- | ------------- | ----------------- | ------ | --------------------------------- | ------------------ |
| Finalistka | 1. | 25. září 2011 | Soul, Jižní Korea | tvrdý  | María José Martínezová Sánchezová | 6–7(0–7), 6–7(2–7) |

### Čtyřhra: 18 (5–13)
| Stav       | Č.  | Datum             | Turnaj                 | Povrch      | Spoluhráčka            | Soupeřky                                    | Výsledek              |
| ---------- | --- | ----------------- | ---------------------- | ----------- | ---------------------- | ------------------------------------------- | --------------------- |
| Finalistka | 1.  | 9. října 2005     | Taškent, Uzbekistán    | tvrdý       | Anastasia Rodionovová  | Émilie Loitová Maria Elena Camerinová       | 3–6, 0–6              |
| Finalistka | 2.  | 15. října 2006    | Moskva, Rusko          | koberec (h) | Iveta Benešová         | Francesca Schiavoneová Květa Peschkeová     | 4–6, 7–6(7–4), 1–6    |
| Finalistka | 3.  | 6. ledna 2007     | Gold Coast, Austrálie  | tvrdý       | Iveta Benešová         | Katarina Srebotniková Dinara Safinová       | 3–6, 4–6              |
| Vítězka    | 1.  | 6. března 2011    | Kuala Lumpur, Malajsie | tvrdý       | Dinara Safinová        | Noppawan Lertcheewakarnová Jessica Mooreová | 7–5, 2–6, [10–5]      |
| Vítězka    | 2.  | 30. dubna 2011    | Estoril, Portugalsko   | antuka      | Alisa Klejbanovová     | Eleni Daniilidou Michaëlla Krajiceková      | 6–4, 6–2              |
| Vítězka    | 3.  | 21. května 2011   | Brusel, Belgie         | antuka      | Andrea Hlaváčková      | Klaudia Jansová Alicja Rosolská             | 3–6, 6–0, [10–5]      |
| Finalistka | 4.  | 24. července 2011 | Baku, Ázerbájdžán      | antuka      | Monica Niculescuová    | Maria Korytcevová Taťána Pučeková           | 3–6, 6–2, [8–10]      |
| Finalistka | 5.  | 22. října 2011    | Moskva, Rusko          | tvrdý (h)   | Anastasia Rodionovová  | Vania Kingová Jaroslava Švedovová           | 6–7(3–7), 3–6         |
| Vítězka    | 4.  | 24. února 2013    | Memphis, Spojené státy | tvrdý       | Kristina Mladenovicová | Sofia Arvidssonová Johanna Larssonová       | 7–6(7–3), 6–3         |
| Finalistka | 9.  | 4. ledna 2014     | Brisbane, Austrálie    | tvrdý       | Kristina Mladenovicová | Alla Kudrjavcevová Anastasia Rodionovová    | 3–6, 1–6              |
| Vítězka    | 5.  | 2. března 2014    | Acapulco, Mexiko       | tvrdý       | Kristina Mladenovicová | Petra Cetkovská Iveta Melzerová             | 6–3, 2–6, [10–5]      |
| Finalistka | 10. | 26. února 2017    | Budapešť, Maďarsko     | tvrdý (h)   | Arina Rodionovová      | Sie Šu-wej Oxana Kalašnikovová              | 3–6, 6–4, [4–10]      |
| Finalistka | 12. | 14. dubna 2019    | Lugano, Švýcarsko      | antuka      | Veronika Kuděrmetovová | Sorana Cîrsteaová Andreea Mituová           | 6–1, 2–6, [8–10]      |
| Finalistka | 13. | 28. července 2019 | Jūrmala, Lotyšsko      | antuka      | Jeļena Ostapenková     | Sharon Fichmanová Nina Stojanovićová        | 6–2, 6–7(1-7), [6–10] |

## Fed Cup
Galina Voskobojevová se zúčastnila 3 zápasů týmového Fed Cupu za tým Kazachstánu s bilancí 3-0 ve dvouhře a 3-0 ve čtyřhře.

## Postavení na žebříčku WTA na konci sezóny

### Dvouhra
| Rok    | 2001 | 2002   | 2003   | 2004   | 2005   | 2006   | 2007   | 2008  | 2009   |
| Pořadí | 474. | ▲ 402. | ▲ 157. | ▲ 137. | ▲ 118. | ▲ 103. | ▼ 136. | ▲ 94. | ▼ 102. |

### Čtyřhra
| Rok    | 2001 | 2002   | 2003   | 2004   | 2005  | 2006  | 2007  | 2008  | 2009  |
| Pořadí | 494. | ▲ 271. | ▲ 161. | ▲ 129. | ▲ 82. | ▲ 48. | ▲ 40. | ▲ 39. | ▼ 51. |